# Сырково (Новгородская область)
Сырко́во — деревня в Новгородском муниципальном районе Новгородской области, относится к Ермолинскому сельскому поселению.
Деревня расположена в верхнем течении реки Веряжа, примыкает к северо-западным окраинам Великого Новгорода.

## История
1548 годом датируется первое упоминание о Сырковом монастыре, но, вероятно, деревня существовала и до его постройки.
Среди казнённых Иваном Грозном при погроме Новгорода в январе 1570 года был влиятельный новгородский дьяк Фёдор Сырков, основатель многих монастырей, чьё имя носит деревня в пригороде Новгорода, а также его братья. Если верить иностранцу-опричнику Шлихтингу, Сыркова в январе топили в Волхове и вытаскивали верёвкой, а потом варили ему ноги в котле. Якобы на издевательский вопрос царя: что тот видел в воде, Фёдор Дмитриевич ответил, что видел чертей, которые скоро заберут царскую душу.
До апреля 2014 года центр ныне упразднённого Сырковского сельского поселения.
| 2010 |
| ---- |
| 2493 |

## Социально значимые объекты
В деревне Сырково есть:
- МАОУ «Сырковская средняя общеобразовательная школа»[3][4]
  - детский сад (дошкольные группы при школе)[4];
- Сырковский сельский дом культуры[5]
  - в Сырковском сельском доме культуры есть народный вокальный ансамбль «Иван да Марья»[6]
- МУК «Межпоселенческая центральная библиотека»: Сырковский филиал № 26
- Отделение почтовой связи «ФГУП Почта России», почтовый индекс — 173507[7].

Прежде существовало ГОУ — профессиональное училище № 16, но с 2009 года объединено с профучилищем № 26 в п. Панковка.

## Экономика
В Сырково расположена территория МУП «Новгородская МТС» в прошлом «Сельхозтехника». В 2001 году на свободных производственных площадях МУП «Новгородская МТС» в деревне Сырково был создан завод по производству кровельных и гидроизоляционных материалов ООО «ТехноКров». С осени 2002 года предприятие начало выпуск продукции, годовая производственная мощность в 2006 году составляла 690,8 тыс. м².
В деревне Сырково с 2007 года строится (в 2008 году введена I очередь) производственно-логистический центр площадью 16 га по переработке пищевых продуктов из Китая и оказанию логистических услуг — ООО "Логистический центр «Великая гора», в том числе цеха по расфасовке чая и изготовлению чипсов. Плановая производственная мощность предприятия 5 тыс. тонн продуктов, услуги по транспортировки грузов — 80 тыс. тонн в год. Общая стоимость проекта — 31,2 млн долларов США.

## Достопримечательности
- Сохранившиеся постройки Сыркова монастыря — Собор сретения Владимирской иконы Божией Матери и церковь Вознесения — каменные постройки 1548—1690 годов без верхних ярусов.
- Памятник Героям Советской армии 1941—1944.

## Транспорт
Сырково связано с областным центром городским маршрутом автобуса (№ 14, 18) Великого Новгорода, путь которого пролегает по Сырковскому шоссе.
По восточной окраине села проходит железнодорожная линия Санкт-Петербург — Великий Новгород.